# 乘著光影旅行
《乘著光影旅行》（英語：Let the Wind Carry Me）是一部2009年的紀錄片，以台灣攝影師李屏賓為主角，由姜秀瓊與關本良兩位導演共同執導。本片於2009年金馬國際影展李屏賓專題中首映，並入圍同年金馬奬最佳紀錄片及年度台灣傑出電影兩獎項，隔年於台北電影節拿下百萬首獎。

## 影片內容
影片耗時三年，橫跨歐亞，記錄國際知名攝影師李屏賓的堅持與人生掙扎。多位國際電影名人娓娓道出李屏賓在台灣成長、在香港受到琢磨、進而在國際影壇贏盡喝彩的軌跡，讓觀眾得以透過多部華語經典電影如《花樣年華》及《最好的時光》的幕後製作，領略攝影大師眼中看出去的世界。。

## 製作團隊
| 職位       | 人員                 |
| ---------- | -------------------- |
| 導演       | 姜秀瓊、關本良       |
| 製片       | 謝妮茜               |
| 攝影       | 關本良、姚宏易、張穎 |
| 剪接       | 關本良、許紘源       |
| 行銷、宣傳 | 徐樹翔               |

## 訪談對象
李屏賓、侯孝賢、是枝裕和、行定勳、舒淇、林嘉欣、王家衞、陳英雄、張震、徐靜蕾、姜文、羅曼·杜里斯、張艾嘉、吉爾布都……

## 得獎紀錄
| 年份   | 評獎名稱                   | 獎項              | 結果   |
| ------ | -------------------------- | ----------------- | ------ |
| 2009年 | 第46屆金馬獎               | 最佳紀錄片        | 入圍   |
| 2009年 | 第46屆金馬獎               | 年度台灣傑出電影  | 入圍   |
| 2010年 | 第七屆台灣國際紀錄片雙年展 | 國際長片競賽奬    | 優等獎 |
| 2010年 | 第七屆台灣國際紀錄片雙年展 | 觀眾票選獎-台灣組 | 獲獎   |
| 2010年 | 第12屆台北電影節           | 百萬首獎          | 獲獎   |
| 2010年 | 第12屆台北電影節           | 最佳紀錄片        | 獲獎   |
| 2010年 | 第12屆台北電影節           | 最佳剪輯          | 獲獎   |

## 外部連結
- 《乘著光影旅行》官方部落格
- 互联网电影数据库（IMDb）上《乘著光影旅行》的资料（英文）
- 開眼電影網上《乘著光影旅行》的資料（繁體中文）
- 乘著光影旅行的Facebook專頁
- 2009金馬影展官方部落格入圍名單（页面存档备份，存于）